# Bridget Robinson
Bridget Robinson (verheiratete Dixon; * 3. September 1940) ist eine ehemalige britische Speerwerferin und Sprinterin.
1958 wurde sie bei den British Empire and Commonwealth Games in Cardiff Achte im Speerwurf und kam mit der nordirischen 4-mal-110-Yards-Stafette auf den sechsten Platz.
Sechsmal wurde sie Nordirische Meisterin im Speerwurf (1957–1959, 1961–1963). Ihre persönliche Bestleistung in dieser Disziplin von 40,26 m stellte sie 1958 auf.